# Corte de' Cortesi con Cignone
Corte de' Cortesi con Cignone es una localidad y comune italiana de la provincia de Cremona, región de Lombardía, con 1076 habitantes.

## Evolución demográfica
| Gráfica de evolución demográfica de Corte de' Cortesi con Cignone entre 1861 y 2001 |
|                                                                                     |
| Fuente ISTAT - elaboración gráfica de Wikipedia                                     |